# À son image
 (janvier 2019).
À son image est un roman de Jérôme Ferrari paru en 2018, lauréat du prix littéraire du Monde et du prix Méditerranée en 2018.
Il est adapté en film par Thierry de Peretti.

## Résumé et thème
En août 2003, sur le port de Calvi, Antonia, une photojournaliste, retrouve Dragan, un légionnaire qu'elle a rencontré pendant la guerre en Yougoslavie dix ans plus tôt. Elle remet son retour en famille d'une journée, pour une soirée prolongée avec lui. Fatiguée par des heures de conversation, elle repart en voiture dans le nord de l'île ; éblouie au soleil levant, elle s'écrase dans un ravin d'Ostriconi. Son office funèbre ou messe de requiem est célébré par son oncle et parrain, par ailleurs prêtre. Dans l'église, chacun se rappelle la défunte et reconstitue le récit d'une vie.
Pour l'écrivain, il s'agit d'un prolongement de sa réflexion sur la photographie de guerre entamée — avec Oliver Rohe — dans l'essai À fendre le cœur le plus dur consacré à l'analyse du reportage réalisé en Tripolitaine par le correspondant de guerre Gaston Chérau pendant le conflit opposant l'Italie à l'Empire ottoman (1911-1912). Dans À son image, Gaston C. est la figure fictive de Gaston Chérau.

## Contexte
Le personnage principal, Antonia (1965-2003), vit en Corse, au village (Alta Rocca) ou en reportage (localier, en Balagne par exemple), ou sur le continent du côté de Nice, quand elle n'est pas en reportage de guerre (Vukovar). Elle fréquente de fait, de manière privilégiée comme jeune femme photographe corse, des militants à différents moments du nationalisme corse : Aléria (1975), Casabianca (1976), Bastelica (1980), Ajaccio (1984), Tavera (1990), événements, arrestations, libérations, exécutions… 
La fiction n'est pas une reconstitution, les noms des personnages sont transformés, surtout les hommes, et les visages sont masqués… Mais la formation des personnages est déterminée par le monde corse, particulièrement des années 1970-1990. Les autres personnages féminins sont Madeleine, Lætitia, Damienne. Les autres personnages masculins sont Pascal B, Simon T, Christian P, Jean-Joseph, Xavier, Marc-Aurèle...

## Contenu
Ou plutôt les mentalités sont formées par cet engrenage de violence qui brise les solidarités anciennes, comme en Yougoslavie (avec la figure entrevue d'Arkan, ou la scène On tue des porcs, ou toute autre photo insoutenable de tout conflit) : chacun voudrait y échapper sans le pouvoir, et Dragan, le jeune appelé yougoslave serbe se retrouve légionnaire à Calvi pour échapper au souvenir des violences au pays perdu.
En ce sens, chaque chapitre est précédé d'une référence à un passage du Nouveau Testament et de la légende d'une photographie absente (de guerre ou non) de photographe réputé. D'où les références à Gaston C et Rista M pour d'autres horreurs (Tripoli 1911, Corfou 1915) : à son image. 
La lecture du livre peut durer le temps d'un long office funèbre, avec intégrale du Dies iræ en chant polyphonique. L'officiant, oncle-parrain, se souvient de tout ce que lui a communiqué Antonia, qu'il a accompagnée, dotée d'un appareil photo à 13 ou 14 ans, retrouvée et perdue. Antonia a grandi, a connu des hommes, a fui son village, a photographié l'insoutenable, s'est repliée sur les photographies de mariage pour tel journal local, ou telle famille, et est morte.

## Accueil
L'accueil public et critique est globalement bon,,,,,,,,,,.
- Le Masque et la Plume : « un grand livre » pour Arnaud Viviant, « un livre d’une énorme maladresse » pour Michel Crépu[11]
- Lire : 4/5[16]

## Prix
Le roman a reçu le prix littéraire du Monde et le prix Méditerranée en 2018.

## Adaptation
- À son image : film français réalisé par Thierry de Peretti et sorti en 2024.

## Hommage
- Photographie, Photojournalisme, Journaliste reporter d'images
- Gaston Chérau (1872-1937)
- Rista Marjanović (en) (1885-1969)
- Femmes correspondantes de guerre (en)